# Ченгуань (селище, Наньчжан)
Ченгуань (кит. 城关镇, пін. Chéngguān Zhèn) — містечко у КНР, адміністративний центр повіту Наньчжан провінції Хубей.

## Географія
Ченгуань розташовується на схід від водосховища Саньдаохе, лежить на Великій Китайській рівнині.

### Клімат
Містечко знаходиться у зоні, котра характеризується вологим субтропічним кліматом. Найтепліший місяць — липень із середньою температурою 26.4 °C (79.5 °F). Найхолодніший місяць — січень, із середньою температурою 2.3 °С (36.1 °F).
| Клімат Ченгуаня         | Клімат Ченгуаня | Клімат Ченгуаня | Клімат Ченгуаня | Клімат Ченгуаня | Клімат Ченгуаня | Клімат Ченгуаня | Клімат Ченгуаня | Клімат Ченгуаня | Клімат Ченгуаня | Клімат Ченгуаня | Клімат Ченгуаня | Клімат Ченгуаня | Клімат Ченгуаня |
| Показник                | Січ.            | Лют.            | Бер.            | Квіт.           | Трав.           | Черв.           | Лип.            | Серп.           | Вер.            | Жовт.           | Лист.           | Груд.           | Рік             |
| Середній максимум, °C   | 7               | 8,4             | 13,6            | 19,5            | 24,7            | 28,6            | 30,5            | 30,1            | 25,1            | 20,2            | 14,3            | 8,8             | 19,2            |
| Середня температура, °C | 2,3             | 3,8             | 8,7             | 14,7            | 19,8            | 24              | 26,4            | 25,9            | 20,9            | 15,9            | 9,9             | 4,3             | 14,7            |
| Середній мінімум, °C    | −2,2            | −0,6            | 3,9             | 9,7             | 15              | 19,2            | 22,2            | 21,6            | 16,7            | 11,4            | 5,4             | −0,4            | 10,2            |
| Норма опадів, мм        | 18.6            | 27.8            | 53.3            | 88              | 112.6           | 115.4           | 164.4           | 147.6           | 111.1           | 75.7            | 44.5            | 17.7            | 976.7           |
| Днів з опадами          | 8,5             | 9,3             | 11,9            | 13,8            | 13,3            | 11,9            | 13,6            | 12,9            | 14,2            | 13,2            | 11,5            | 9,3             | 143,4           |
| Вологість повітря, %    | 67.6            | 68.5            | 69.9            | 72.2            | 71.3            | 70              | 76              | 75.6            | 75.3            | 74.6            | 73.3            | 69.4            | 72              |
| ----------------------- | --------------- | --------------- | --------------- | --------------- | --------------- | --------------- | --------------- | --------------- | --------------- | --------------- | --------------- | --------------- | --------------- |
| Джерело: Weatherbase    |                 |                 |                 |                 |                 |                 |                 |                 |                 |                 |                 |                 |                 |